# داكشينا الكانادا
داكشينا الكانادا رمزها «DK» (بالإنجليزية: Dakshina  Kannada)‏ ، هو تقسيم إداري لدولة الهند تتبع ولاية كارناتاكا (بالإنجليزية: Karnataka)‏ ، مركزها هو مدينة مانجالورو (بالإنجليزية: Mangalore)‏ عدد سكانها حسب تعداد سنة 2001 هو 1,896,403 ، مساحتها 4,559 كم² وكثافة السكان 416 لكل كم² .

## المناخ
يظهر الجدول التالي التغييرات المناخية على مدار السنة لداكشينا الكانادا:
| البيانات المناخية لـداكشينا الكانادا                                                                       | البيانات المناخية لـداكشينا الكانادا | البيانات المناخية لـداكشينا الكانادا | البيانات المناخية لـداكشينا الكانادا | البيانات المناخية لـداكشينا الكانادا | البيانات المناخية لـداكشينا الكانادا | البيانات المناخية لـداكشينا الكانادا | البيانات المناخية لـداكشينا الكانادا | البيانات المناخية لـداكشينا الكانادا | البيانات المناخية لـداكشينا الكانادا | البيانات المناخية لـداكشينا الكانادا | البيانات المناخية لـداكشينا الكانادا | البيانات المناخية لـداكشينا الكانادا | البيانات المناخية لـداكشينا الكانادا |
| الشهر | يناير                                | فبراير                               | مارس                                 | أبريل                                | مايو                                 | يونيو                                | يوليو                                | أغسطس                                | سبتمبر                               | أكتوبر                               | نوفمبر                               | ديسمبر                               | المعدل السنوي                        |
| --- | ------------------------------------ | ------------------------------------ | ------------------------------------ | ------------------------------------ | ------------------------------------ | ------------------------------------ | ------------------------------------ | ------------------------------------ | ------------------------------------ | ------------------------------------ | ------------------------------------ | ------------------------------------ | ------------------------------------ |
| الدرجة القصوى °م (°ف)                                                                                      | 36.3 (97.3)                          | 37.8 (100.0)                         | 38.1 (100.6)                         | 36.6 (97.9)                          | 36.7 (98.1)                          | 34.4 (93.9)                          | 35.5 (95.9)                          | 32.2 (90.0)                          | 34.6 (94.3)                          | 35.0 (95.0)                          | 35.6 (96.1)                          | 35.6 (96.1)                          | 38.1 (100.6)                         |
| متوسط درجة الحرارة الكبرى °م (°ف)                                                                          | 32.8 (91.0)                          | 33.0 (91.4)                          | 33.5 (92.3)                          | 34.0 (93.2)                          | 33.3 (91.9)                          | 29.7 (85.5)                          | 28.2 (82.8)                          | 28.4 (83.1)                          | 29.5 (85.1)                          | 30.9 (87.6)                          | 32.3 (90.1)                          | 32.8 (91.0)                          | 31.5 (88.7)                          |
| متوسط درجة الحرارة الصغرى °م (°ف)                                                                          | 20.8 (69.4)                          | 21.8 (71.2)                          | 23.6 (74.5)                          | 25.0 (77.0)                          | 25.1 (77.2)                          | 23.4 (74.1)                          | 22.9 (73.2)                          | 23.0 (73.4)                          | 23.1 (73.6)                          | 23.1 (73.6)                          | 22.4 (72.3)                          | 21.2 (70.2)                          | 22.9 (73.2)                          |
| أدنى درجة حرارة °م (°ف)                                                                                    | 16.1 (61.0)                          | 17.3 (63.1)                          | 18.8 (65.8)                          | 19.7 (67.5)                          | 20.4 (68.7)                          | 20.5 (68.9)                          | 19.8 (67.6)                          | 19.4 (66.9)                          | 20.2 (68.4)                          | 19.1 (66.4)                          | 15.9 (60.6)                          | 16.1 (61.0)                          | 15.9 (60.6)                          |
| معدل هطول الأمطار مم (إنش)                                                                                 | 1.1 (0.04)                           | 0.2 (0.01)                           | 2.9 (0.11)                           | 24.4 (0.96)                          | 183.2 (7.21)                         | 1٬027٫2 (40.44)                      | 1٬200٫4 (47.26)                      | 787.3 (31.00)                        | 292.1 (11.50)                        | 190.8 (7.51)                         | 70.9 (2.79)                          | 16.4 (0.65)                          | 3٬796٫9 (149.48)                     |
| متوسط الأيام الممطرة                                                                                       | 0.2                                  | 0                                    | 0.3                                  | 1.6                                  | 7                                    | 23.5                                 | 27.4                                 | 24.9                                 | 13.7                                 | 9.1                                  | 3.6                                  | 0.6                                  | 111.9                                |
| متوسط الرطوبة النسبية (%)                                                                                  | 62                                   | 66                                   | 68                                   | 71                                   | 71                                   | 87                                   | 89                                   | 88                                   | 85                                   | 79                                   | 73                                   | 65                                   | 75                                   |
| ساعات سطوع الشمس الشهرية                                                                                   | 313                                  | 296                                  | 299                                  | 292                                  | 276                                  | 119                                  | 94                                   | 133                                  | 178                                  | 226                                  | 271                                  | 292                                  | 2٬789                                |
| المصدر #1: India Meteorological Department – Monthly mean maximum & minimum temperature and total rainfall |                                      |                                      |                                      |                                      |                                      |                                      |                                      |                                      |                                      |                                      |                                      |                                      |                                      |
| المصدر #2: Weather-And-Climate (Humidity and Sunshine hours)                                               |                                      |                                      |                                      |                                      |                                      |                                      |                                      |                                      |                                      |                                      |                                      |                                      |                                      |